# Das Floß der Medusa (Film)
Das Floß der Medusa (Originaltitel: Le Radeau de la Méduse) ist ein französischer Spielfilm von Iradj Azimi, der die Geschichte erzählt, die hinter dem gleichnamigen Gemälde des französischen Malers Théodore Géricault steckt. Die Hauptrollen sind mit Jean Yanne, Daniel Mesguich, Claude Jade, Philippe Laudenbach und Rufus besetzt.
Der Film entstand im Zeitraum 1987 bis 1991, kam wegen diverser Vorfälle aber erst 1994 in einem Programmkino zur Aufführung und erst 1998 allgemein in die französischen Kinos, nachdem France 2 bereits 1995 eine dreiteilige Fassung zu je 90 Minuten im Fernsehen ausgestrahlt hatte.

## Handlung
Der Film schildert das Schiffsunglück der Fregatte Méduse im Jahre 1816. Der designierte Gouverneur des Senegal ist mit dem Flaggschiff von Rochefort unterwegs zu seinem neuen Territorium in Saint-Louis. Der starrsinnige Kapitän Chaumareys, ein Royalist, der seit 25 Jahren nicht mehr zur See gefahren ist, und während seines letzten Einsatzes vor der Französischen Revolution Kapitän eines Transportschiffes war, schlägt alle Warnungen die Führung des Schiffes betreffend selbstgefällig in den Wind. Chaumareys war dieser Posten, nachdem die Bourbonen die Herrschaft im Land zurückgewonnen hatten, aus Dankbarkeit für seine Treue gegenüber der Krone zugeschanzt worden. Selbst die der Schifffahrt unkundige Gouverneursgattin Reine Schmaltz bezweifelt seine Strategie und erkennt, dass es ihm nur darum geht, das Gesicht zu wahren und recht zu behalten. Bedenken von Madame Schmaltz zerstreut Chaumareys mit einem Verweis darauf, dass auf der Karte verzeichnete Inseln überhaupt nicht existieren würden.
Kapitän Chaumareys, der den Ratschlägen des arroganten Mitreisenden Antoine Richefort mehr vertraut als seinen ausgebildeten Offizieren, verschuldet schließlich zusammen mit Richefort den Schiffbruch auf einer Sandbank in Höhe der Banc d’Arguin vor der Küste Mauretaniens, wo das Schiff auf Grund läuft. Daran können auch die wiederholt lautstark geäußerten Bedenken einiger Offiziere, für die Chaumarey nur Spott übrig hat, nichts ändern.
Die privilegierten Passagiere, darunter der Gouverneur Julien Schmaltz und seine Familie, retten sich in Schaluppen, 147 Menschen werden auf ein Floß verfrachtet, das von den Rettungsbooten abgeschleppt werden soll. Als Chaumareys schon nach kurzer Zeit das Kappen der Seile verlangt und Richefort dieser Aufforderung mit einer Axt nachkommt, treibt das Floß mit den darauf befindlichen Menschen aufs offene Meer hinaus.
Es folgen Hunger und Durst. Die Männer töten zuerst eine der Frauen an Bord und behaupten, eine Frau an Bord bringe Unglück. Eine weitere Frau, die blind ist, fällt ins Wasser und ertrinkt. Was nun folgt, ist Kannibalismus: Zuerst wird das Fleisch der Frauen gegessen, später das junger Männer, am Ende das Fleisch aller Männer, die der Tortur auf See nicht gewachsen sind und sterben. Mannschaftsmeister Corréard gibt auch dem Arzt Savigny, dem späteren Chronisten dieser Ereignisse, Menschenfleisch. Er nimmt dieses, wenn auch zögernd an.
Erst nach zwölf Tagen werden die Überlebenden vom Schiff „Parnajon“ entdeckt und gerettet. Von den 15 Geretteten überleben aber letzten Endes nur fünf Männer das Martyrium – unter ihnen Offizier Coudein, Mannschaftsmeister Corréard und der Arzt Savigny.
Der Maler Théodore Géricault ist von den Berichten der Schiffbrüchigen stark beeindruckt und nimmt mit den Überlebenden Kontakt auf. Inspiriert durch deren Erzählungen entsteht in der Folge sein berühmtes Gemälde „Das Floß der Medusa“.

## Produktion

### Produktionsnotizen und Hintergrund
Die Dreharbeiten fanden auf Guadeloupe Départements d’Outre-Mer statt. Azimi drehte den Film bereits im Zeitraum 1987 bis 1991 – der Hurrikan Hugo hatte den Nachbau des Schiffes vor Guadeloupe im September 1989 zerstört, sodass die Dreharbeiten sich hinauszögerten –, doch rechtliche Probleme verzögerten einen Kinostart.
Azimi war nicht gewillt, den Film dem Sender Antenne 2 zur Fernsehausstrahlung zu überlassen. Bei einer Demonstration 1997 im Kulturministerium, bei der der Regisseur u. a. von Claude Jade, Laurent Terzieff und Marcel Marceau unterstützt wurde, schnitt er sich die Pulsadern auf, konnte jedoch gerettet werden. Die damalige Kulturministerin Catherine Trautmann versprach Hilfe, sodass der Film im Sommer 1998, also fast elf Jahre nach seiner Erstellung, endlich große Kinopremiere feiern durfte.

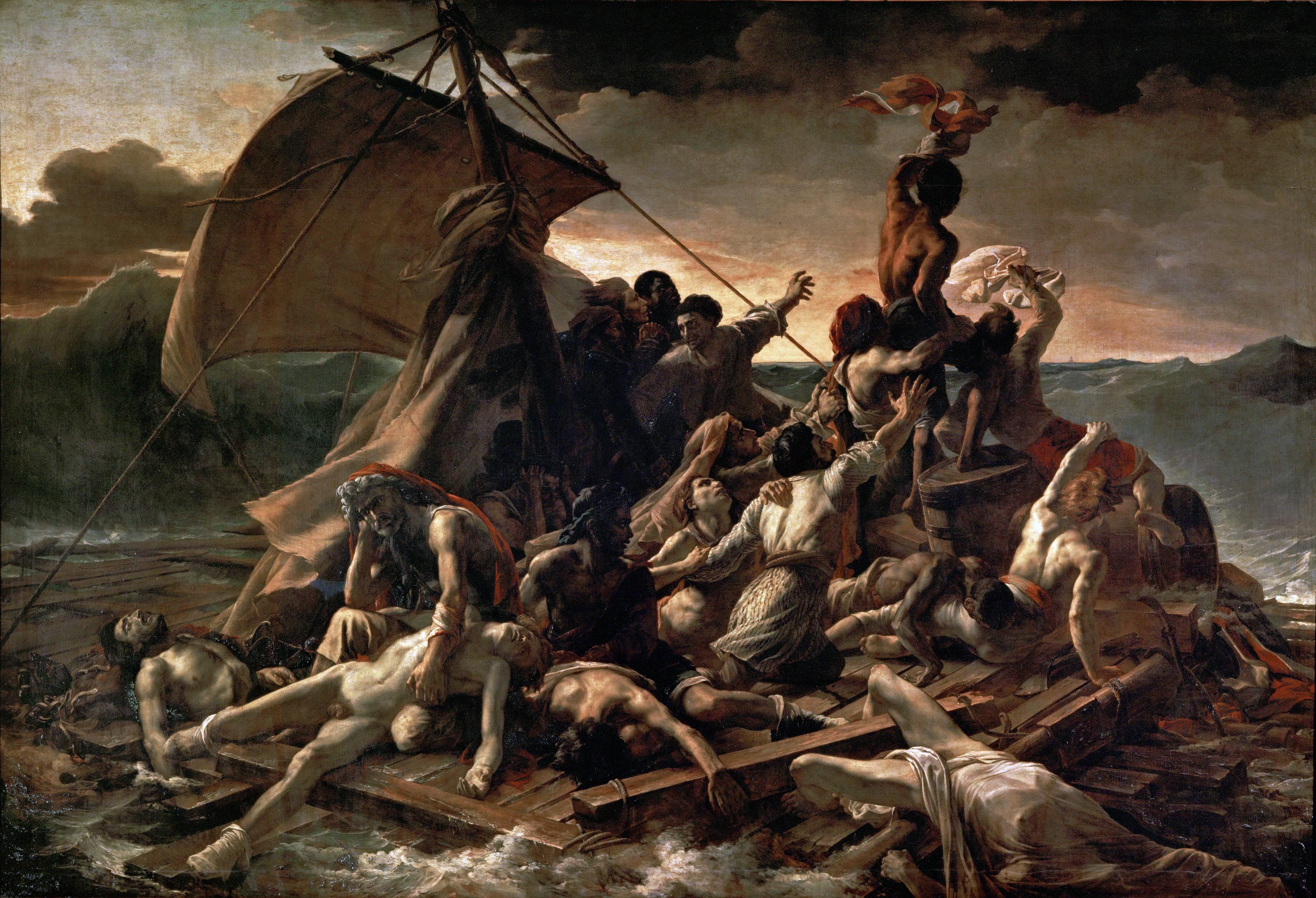
Das Gemälde Das Floß der Medusa (1819) von Théodore Géricault

Azimi trug die Idee einer Verfilmung schon länger mit sich herum. Als er 1969 als Kunststudent bei einem Besuch im Louvre Géricaults Gemälde La Radeau de la Méduse sah, war er davon so beeindruckt, dass er die Schiffstragöde filmisch festhalten wollte. In erster Linie ging es ihm darum darzustellen, welch grausame Unterschiede seinerzeit zwischen der Oberschicht und den einfachen Menschen herrschten. Um das Projekt zu finanzieren, suchte er Geldgeber, das Thema fand aber nicht den Anklang, den er sich erhofft hatte. Als er 40 Millionen Franc zusammen hatte, begann er am 10. Juli 1987 auf Guadeloupe mit den Dreharbeiten.
Historie: Der Royalist Hugues Duroy de Chaumareys (1763–1841) war der für die Schiffskatastrophe der französischen Fregatte Méduse verantwortliche Kapitän. Chaumareys Karriere war teils auch auf einen älteren Verwandten zurückzuführen. Nachdem er Frankreich 1790 verlassen hatte und mutmaßlich an dem Versuch einer royalistischen Invasion beteiligt war, entging er einer Exekution, indem er die Tatsachen verdrehte, und so nur inhaftiert wurde. Ihm gelang jedoch die Flucht nach England. Nachdem die Bourbonen die Herrschaft zurückgewonnen hatten, wurde ihm seine Treue ebenso wie anderen Royalisten gedankt, indem man ihnen anspruchsvolle Posten verschaffte. Für das Drama der Méduse, für das er die Verantwortung trug, wurde ihm eine Strafe von gerade mal drei Jahren Haft auferlegt, möglich gewesen wäre in diesem Fall sogar die Todesstrafe.

### Veröffentlichung
1994 hatte der Film auf Initiative von Claude Lelouch und anderen Mitstreitern Azimis Vorpremiere in einem Programmkino im Quartier Latin. France 2 zeigte zudem 1995 eine dreiteilige Fernsehfassung zu je 90 Minuten.
Der Film hatte am 15. Juli 1998 große Kinopremiere in Frankreich. Am 18. Dezember 1999 wurde er beim französischen Cinepanorma Filmfestival in Hongkong vorgestellt. Am 21. Oktober 2004 kam er als Einzelfilm ins französische Fernsehen. Veröffentlicht wurde er zudem in Italien unter dem Titel Zattera della Medusa und in der Bundesrepublik Deutschland unter dem Titel Das Floß der Medusa. Der internationale Titel lautet: The Raft of the Medusa.